# Magnus Theiste
Magnus Theiste (egl. døbt Mogens den 19. november 1725 i Christiania – 25. november 1791 i København) var en norsk amtmand.
Han var søn af Jacob Monsen Theiste, tømmerhandler og overformynder i Christiania, samt dennes 2. hustru, Anna Beata Sørensdatter f. Løchstør. Han fødtes i Christiania (døbt Mogens 19. november) 1725 og blev student fra denne bys skole 1744, hvorefter han rejste udenlands. Senere (1761-63) foretog han sammen med kammerjunker C.L.W. Flotow (død 1763) på offentlig bekostning rejser i Norge, fra hvilke hans optegnelser bevares på det store kongelige Bibliotek, og hvoraf nogle uddrag er trykt. Han kom i nogen forbindelse med det danske Landhusholdningsselskab, hvor han var påtænkt til sekretær, og var fra 1760 kopist og kommercesekretær i Økonomi- og Kommercekollegiet og assessor auscultans sammesteds 1765-68, i hvilket sidste år han blev amtmand i Lister og Mandals Amt, hvorfra han 1771 forflyttedes til Nordre Bergenhus Amt.
Theiste synes at have næret overdrevne begreber om sin magtfuldkommenhed og myndigheds udstrækning; bl.a. kom han i sådan uenighed med generalvejdirektør Nicolai Frederik Krohg om en bro, at der 1773 måtte gribes ind ved kongelige reskripter. Noget senere klagede almuen i hans amt over ham, hvilket foranledigede hans suspension ved en rentekammerskrivelse af 29. juni 1776 ifølge kongelig resolution, så at hans gage fra 1. april samme år til dels tilfaldt den i hans sted konstituerede stiftamtmand Christian de Schouboe. En nedsat kommission idømte ham en mulkt, men da han havde tilsendt nys nævnte stiftamtmand Schouboe 40 Rdl. med begæring om en gunstig erklæring i anledning af den indkomne klage, fradømte Højesteret ham embedet, væsentlig af denne grund, 23. november 1779. 1780 erholdt han dog det resterende af den indeholdte gage og en pension af 300 Rdl., da dommen ansås for noget streng i forhold til forseelsen. Han afgik ved døden i København 25. november 1791, ugift.
Med undtagelse af hans oversættelse af Melons afhandling om handelen er hans litterære virksomhed af ringe omfang. Hans rejseoptegnelser er ikke uden interesse.